# Alpspenört
Alpspenört (Laserpitium halleri) är en flockblommig växtart som beskrevs av Heinrich Johann Nepomuk von Crantz. Alpspenört ingår i släktet spenörter, och familjen flockblommiga växter. Arten är reproducerande i Sverige.

## Bildgalleri

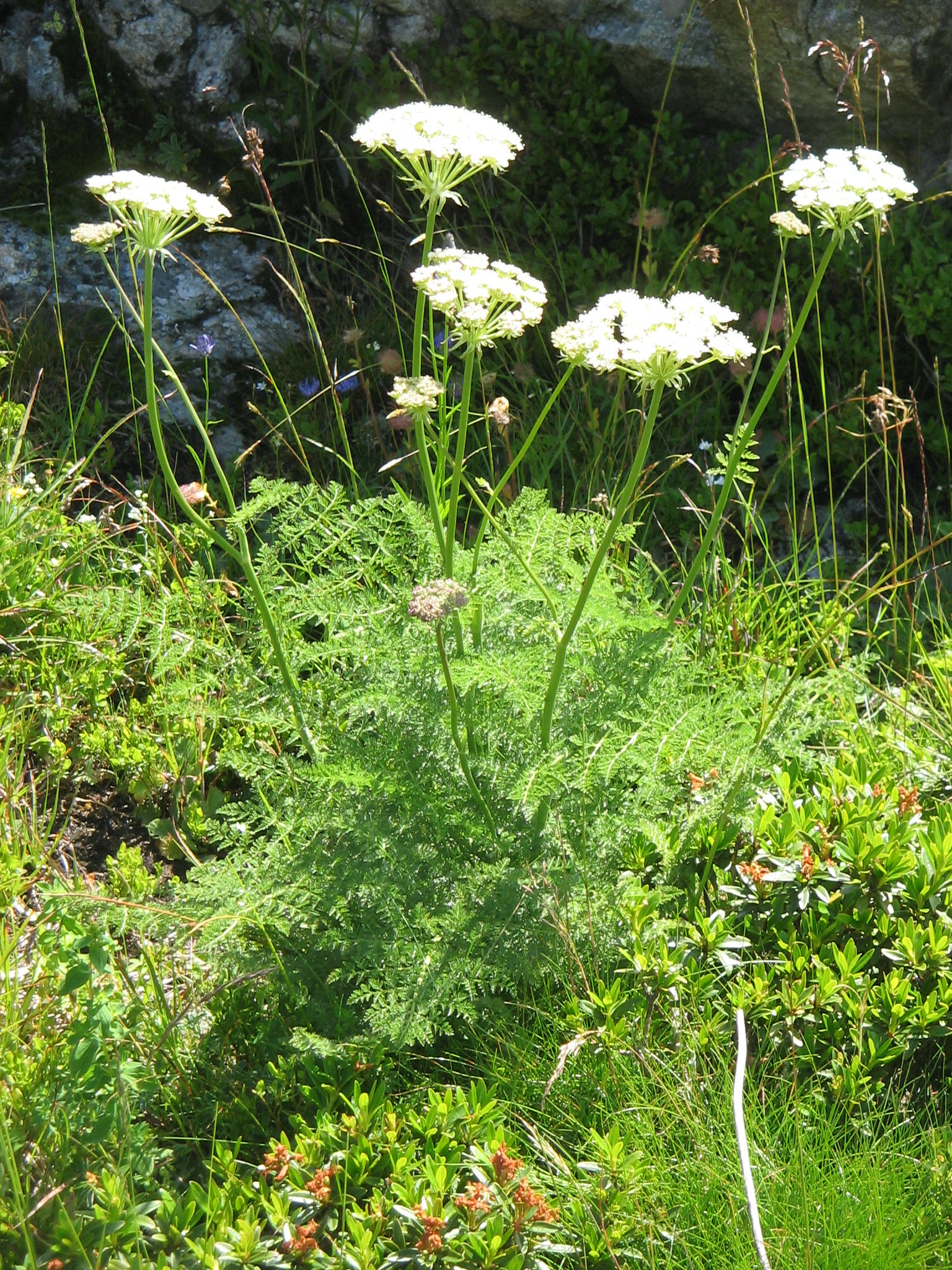
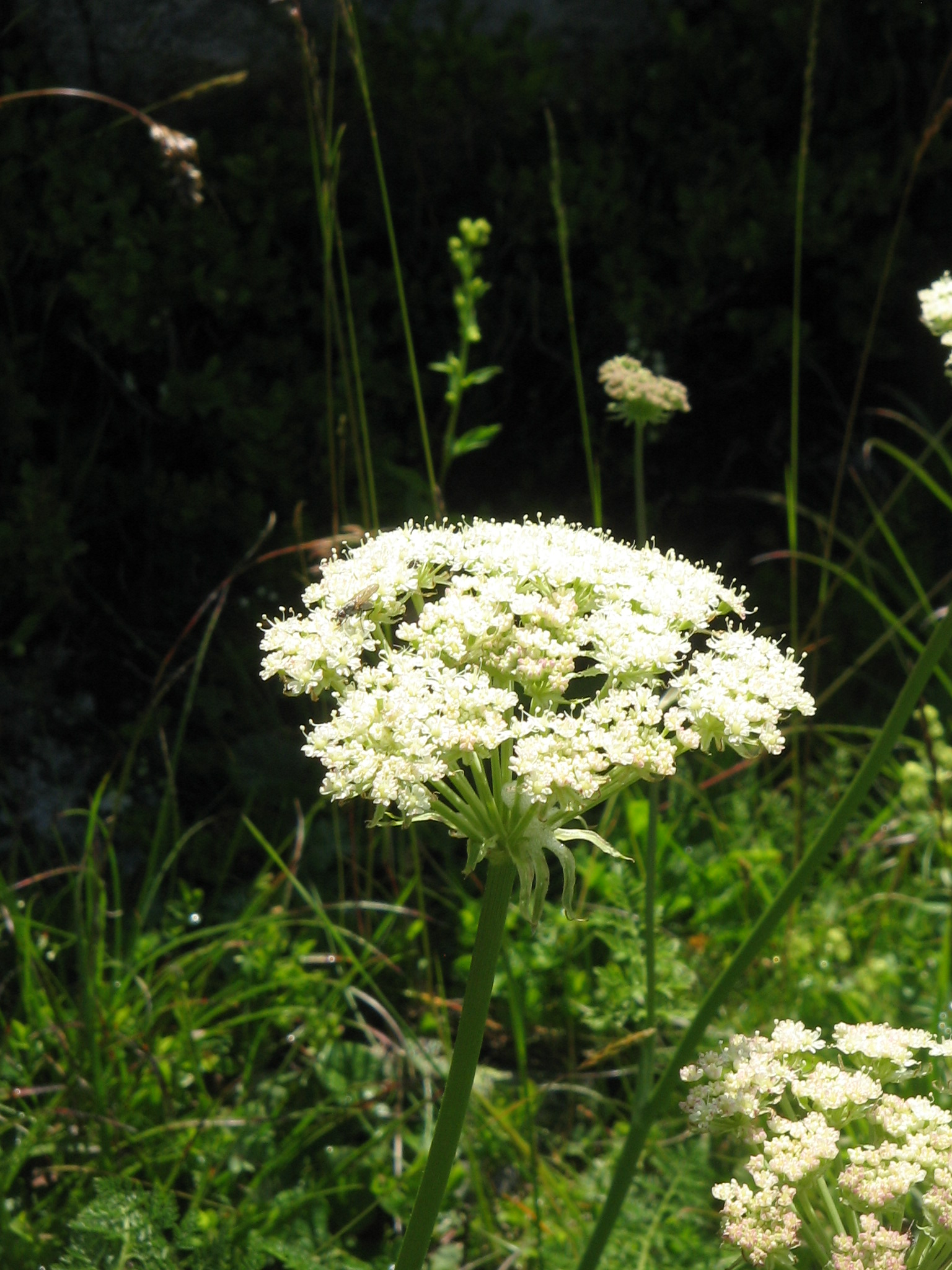
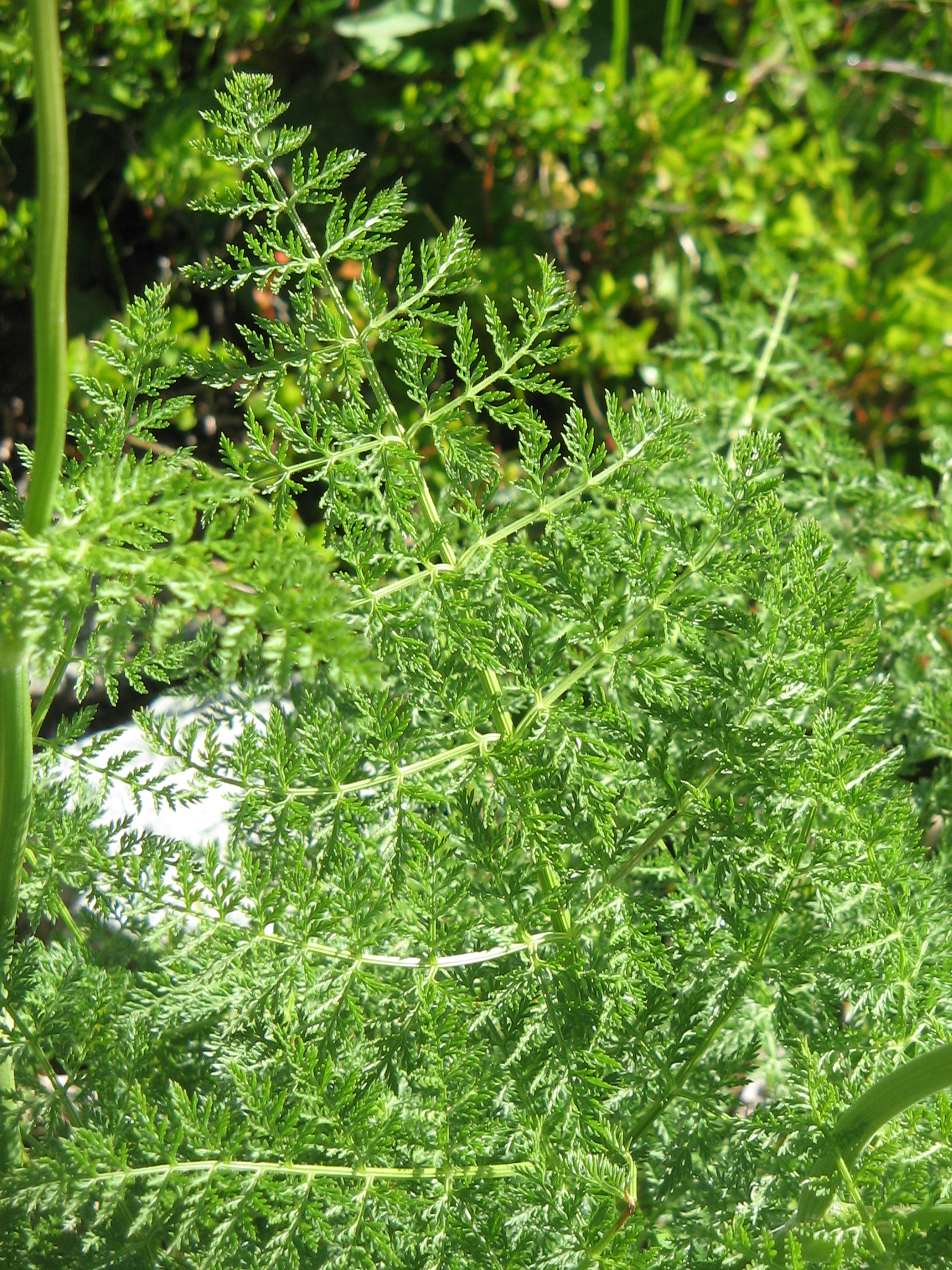